# El caballero de la Virgen
El caballero de la Virgen es una novela histórica  (prosa, 1929), escrita por Vicente Blasco Ibáñez en la que basándose en hechos históricos narra la vida de descubridor y conquistador Alonso de Ojeda

## Tema
El caballero de la Virgen es el sobrenombre dado a Alonso de Ojeda, prototipo de los descubridores españoles de América. Es una  novela histórica escrita en prosa que narra la vida de los primeros exploradores, navegantes y conquistadores españoles que se asentaron en la Española.  El Explorador Alonso de Ojeda es el protagonista. Su creador, Vicente Blasco Ibáñez, investigó minuciosamente la historia de los acontecimientos que se desarrollaron en los primeros años siglo XVI para escribirla con la mayor exactitud y similitud posible.